# NGC 7798
NGC 7798 je spirální galaxie s příčkou v souhvězdí Pegas. Její zdánlivá jasnost je 12,4m a úhlová velikost 1,4′ × 1,3′. Je vzdálená 114 milionů světelných let, průměr má 45 000 světelných let. Galaxii objevil 18. září 1784 William Herschel.